# Alain Cervantes
Alaín Cervantes (ur. 17 listopada 1983) – kubański piłkarz występujący na pozycji pomocnika.

## Kariera klubowa
Alaín Cervantes od 2002 występuje w grającym w pierwszej lidze kubańskiej FC Ciego de Ávila. Z Ciego de Ávila dwukrotnie zdobył mistrzostwo Kuby w 2003 i 2010.

## Kariera reprezentacyjna
W reprezentacji Kuby Cervantes zadebiutował w 2003. W latach 2004–2008 uczestniczył w eliminacjach do dwóch kolejnych Mistrzostw Świata, rozgrywając w nich 10 spotkań.
W 2003 po raz pierwszy wystąpił w Złotym Pucharze, w którym wystąpił we wszystkich trzech meczach z Kanadą, Kostaryką i USA. W 2005 po raz kolejny wystąpił w Złotym Pucharze, w którym wystąpił we wszystkich trzech meczach z USA, Kostaryką i Kanadą (bramka). W 2007 po raz trzeci wystąpił w Złotym Pucharze. Na turnieju wystąpił we wszystkich trzech meczach z Meksykiem, Panamą i Hondurasem (czerwona kartka). W 2011 po raz czwarty uczestniczy w Złotym Pucharze CONCACAF.